# Swan Quarter
Swan Quarter es un lugar designado por el censo del condado de Hyde  en el estado estadounidense de Carolina del Norte. Es sede del condado de Hyde.